# La Llosa de Ranes
La Llosa de Ranes é um município da Espanha na província de Valência, Comunidade Valenciana. Tem 7,1 km² de área e em 2021 tinha 3 687 habitantes (densidade: 519,3 hab./km²).

## Demografia
| Variação demográfica do município entre 1991 e 2004 | Variação demográfica do município entre 1991 e 2004 | Variação demográfica do município entre 1991 e 2004 | Variação demográfica do município entre 1991 e 2004 | Variação demográfica do município entre 1991 e 2004 | Variação demográfica do município entre 1991 e 2004 | Variação demográfica do município entre 1991 e 2004 | Variação demográfica do município entre 1991 e 2004 | Variação demográfica do município entre 1991 e 2004 | Variação demográfica do município entre 1991 e 2004 | Variação demográfica do município entre 1991 e 2004 | Variação demográfica do município entre 1991 e 2004 |
| --------------------------------------------------- | --------------------------------------------------- | --------------------------------------------------- | --------------------------------------------------- | --------------------------------------------------- | --------------------------------------------------- | --------------------------------------------------- | --------------------------------------------------- | --------------------------------------------------- | --------------------------------------------------- | --------------------------------------------------- | --------------------------------------------------- |
| 1990                                                | 1992                                                | 1994                                                | 1996                                                | 1998                                                | 2000                                                | 2002                                                | 2004                                                | 2005                                                | 2007                                                | 2012                                                | 2019                                                |
| 3.607                                               | 3.589                                               | 3.644                                               | 3.640                                               | 3.686                                               | 3.622                                               | 3.694                                               | 3.725                                               | 3.712                                               | 3.742                                               | 4.066                                               | 3.575                                               |